# 漢尼夫卡-泰爾尼夫斯卡
51°1′30″N 34°5′10″E / 51.02500°N 34.08611°E
漢尼夫卡-泰爾尼夫斯卡（烏克蘭語：Ганнівка-Тернівська）是位於烏克蘭東北部的村莊，由蘇梅州蘇梅區的米科拉伊夫卡镇级市镇負責管轄。該村距離汉尼夫斯凯和蘇普魯尼夫卡1.5公里，海拔高度182米，2001年人口230。